# 策秋節
策秋節 （字面意思是“第十天”）是不丹每年都會舉辦的宗教節日，以地區或县為單位舉辦，時間為西藏曆某月的第十天。不同地區舉辦策秋節的月份不同。大約集中在三月、四月、九月、十月。 策秋節是藏传佛教的噶舉派學校中，竹巴派的宗教節日。
策秋節是非常盛大的社交集會，這個聚會的主要目的便是連結住在遠方的人民與偏遠鄉村。舉辦策秋節時，同一地點常常會吸引到大型的市集，商務交易頻繁。 廷布和帕羅的策秋節是所有策秋節中規模最大的，參與的觀眾最為熱烈。

## 策秋節的傳統習俗
嗆姆舞是策秋節最受矚目的傳統習俗。 所有在跳舞時所穿的服裝、妝容和蒙面的舞蹈，在過去象徵著道德的護身符。許多舞蹈的內容都與西元9世纪時，宁玛派大師莲花生和其他圣徒有關。
大多數的策秋節期間，也會舉行曬大佛儀式，將巨型的贴花唐卡，拿到戶外來接受日照。這些巨型唐卡，內容通常是莲花生被神圣的生命環繞的景象。據說僅僅是看過一眼，便能洗淨自身的罪。 曬大佛儀式會在清晨時開始，在早上的時候，將大型唐卡慢慢打開。
蒙面舞者對於策秋節非常重要，所有已注册的舞者如果拒絕在節日時表演，將接受罚款。